# Joseph Jean Bernard
Joseph Jean Bernard (ur. w 1861, zm. w 1935) – polski generał dywizji od 25 maja 1919 roku, dowódca Centrum Instrukcyjnego w Polsce od 27 kwietnia 1920 roku, francuski generał dywizji od 30 czerwca 1923 roku, tytularny francuski generał brygady od 14 kwietnia 1917 roku. 
Dowódca 1 Dywizji Strzelców Polskich. Dowódca 103 Brygady Piechoty od marca 1915 roku, od września 1916 roku dowódca 58 Brygady Piechoty. Dowódca 29 Dywizji Piechoty od 14 kwietnia 1917 roku do 7 kwietnia 1918 roku. Dowódca 170 Dywizji Piechoty od 6 czerwca 1918 roku. Dowódca 63 Brygady Piechoty od 12 stycznia 1919 roku.
Odznaczony Orderem Virtuti Militari V klasy.